# Dwór (Mieronice)
Dwór – część wsi Mieronice w Polsce, położona w województwie świętokrzyskim, w powiecie jędrzejowskim, w gminie Wodzisław.
W latach 1975–1998 Dwór należał administracyjnie do województwa kieleckiego.